# Paradoxopsyllus scalonae
Paradoxopsyllus scalonae är en loppart som beskrevs av Violovich 1964. Paradoxopsyllus scalonae ingår i släktet Paradoxopsyllus och familjen smågnagarloppor. Inga underarter finns listade i Catalogue of Life.